# Agnes Ovando
Inés Clara Ovando Sanz de Franck, también conocida como Agnes Ovando (Oruro, Bolivia; 1915-Río de Janeiro, Brasil; 2 de febrero de 2013), fue una artista plástica, caricaturista e ilustradora boliviana. Ganadora de varios premios de arte como el Premio Único del Instituto de Relaciones Internacionales, 1973, el 2.º Premio del Salón Municipal en Cochabamba, 1970 y el Premio Único Galería Naira.

## Biografía
Nació en la ciudad de Oruro en 1915. Su educación primaria y secundaria las realizó en la ciudad de Cochabamba, posteriormente se traslada a Chile a estudiar medicina, luego abandona esta carrera para ingresar posteriormente a la Escuela de Bellas Artes de Chile. Durante ese periodo de formación se especializa en retrato y en caricatura.
A su retorno, en Bolivia fue alumna y compañera del artista Jorge de la Reza. Su primera exposición data del 1954 en el Salón ‘Pedro Domingo Murillo’ en La Paz. En 1957 hace su primera muestra individual, y  firma sus cuadros y dibujos con el seudónimo: ‘Agnès’. Posteriormente visitaría con sus obras varias naciones de América y Europa.  
En 1974, tuvo lugar la Primera Exposición de Arte Boliviano Contemporáneo, patrocinado por la Casa Municipal de la Cultura "Franz Tamayo"  de la Honorable Municipalidad de La Paz y Asociación Boliviana de Artistas Plásticos, Agnés participó con dos obras: "Conquistador Español y Conquistador Indio".
En 1976, la Universidad Técnica de Oruro convocó a un Concurso Nacional de Pintura y Agnés mereció este premio especial con su obra "Locomotora 825".  En 1985 el estado de Yugoslavia edita como sello postal su obra ‘Tambor de Coca’. En 1987, publica el ensayo titulado "Antología de 10 Pintores Orureños y Exposición de Técnicas"
A partir de todas esas distinciones, se suma su participación en las Bienales Internacionales desde 1965; Galería Zodiague Geneve-Suisse; 1971 Galería Circa, Geneve-Suisse; 1996 Museo de Arte Moderno, Paraguay; 1977 II Bienal IMBO, La Paz; 1980 XIII Exposición Bienal IMBO, La Paz, Austin, Nueva York, Miami.
Fue nombrada "Mujer Emblemática de la Historia de Bolivia" en 2006.

## Obras
Sus retratos son el resultado de una mirada que descubre la interioridad de las personas, de una mirada que remonta las evidencias más inmediatas del gesto para revelar la verdad del carácter. Así, el rostro y el cuerpo de quien se retrata resulta, se diría, menos real que su retrato. No se trata de un juego de palabras. La mirada descubre y el pincel recrea no sólo una persona sino una personalidad. 
"Agnès ha sido definida en numerosas ocasiones como la pintora de los niños, pero ese elogio no la conforma ni puede abarcar la totalidad de su creación plástica, caracterizada por una imaginación que no se detiene, por un humor tierno y sorpresivo y por el dominio de color. La obra de Agnès escapa del marco convencional; puede muy bien en la perfección del retrato, o iluminar otras realidades, siempre cambiantes por obra y gracia de la desbordante de esta artista intensa".
 Ella clasificó su obra en siete grupos: insectos, coca, amapolas, manzanas, vírgenes, arcángeles, retratos. Publicó las series de dibujos Monos y monas, Vida de vacas y El sol y las moscas en pequeños libros de pequeño formato.
En 1969, HANSA LTDA auspició e invitó a la exposición de Agnès que se llevaría a cabo del 2 al 7 de junio del presente año con el siguiente listado de obras:
1. Cena
2. Cena
3. Cena
4. Almuerzo de aparapitas
5. El hombre fue creado para amar
6. Mona lisa -Bolivia
7. Cama de Flores
8. República de Bolivia
9. Acullico
10. El billete está por los suelos
11. General Ovando, ¿me compra este cuadro?
12. Santa Agnés de Roma
13. Pasen, señores, pasen